# طيور النو الدكناء
طيور النوّ الدكناء أو المَشَّاءَة في الماء أو طير النوء الشمالي أو تَدْروم أو طائر الزوابع (الاسم العلمي: Hydrobatidae) هي فصيلة، في رتبة نوئيات.
طيور صغيرة مهدها عُرض المحيط.

## أصنوفات
الأصنوفات الأدنى لهذا الكائن:
- كود سباركل
- تحديث القائمة

جنس:طائر الزوابع 
اسم علمي: Oceanodroma

جنس:Cymochorea 
اسم علمي: Cymochorea

جنس:Fregetta 
اسم علمي: Fregetta

جنس:Garrodia 
اسم علمي: Garrodia

جنس:Hydrobates 
اسم علمي: Hydrobates

فُصيلة:Hydrobatinae 
اسم علمي: Hydrobatinae

فُصيلة:Oceanitinae 
اسم علمي: Oceanitinae

جنس:Pelagodroma 
اسم علمي: Pelagodroma

جنس:Thalassidroma 
اسم علمي: Thalassidroma